# Fußball-Bezirksliga Rostock 1961/62
Die Fußball-Bezirksliga Rostock 1961/62 war die zehnte Austragung (erstmals zweigleisig) der vom Bezirksfachausschuss (BFA) Fußball Rostock durchgeführten Bezirksliga Rostock. Sie war die höchste Spielklasse im Bezirk Rostock und die vierthöchste im Ligasystem auf dem Gebiet des DFV.
Nachdem in den Jahren von 1955 bis 1960 das Spieljahr im Fußball mit dem Kalenderjahr identisch gewesen war, beschlossen die Funktionäre des DFV zum Jahr 1961, den Spielrhythmus wieder auf das alte System (Herbst-Frühjahr) umzustellen. Man hatte den Frühjahr-Herbst-Rhythmus ursprünglich von der Sowjetunion übernommen, wo dieser Spielrhythmus witterungsbedingt aufgrund der strengen Winter notwendig war. Da in der DDR jedoch nicht die gleichen klimatischen Gegebenheiten herrschten und der Rhythmus nicht mit dem Herbst-Frühjahr-Rhythmus der internationalen Europapokal-Wettbewerbe übereinstimmte, revidierte man schließlich wieder die Entscheidung. Wegen der längeren Spielzeit wurde in der Bezirksliga übergangsweise in einer Dreifachrunde (30 Spieltage) gespielt, in der die Mannschaften 15 Heim- und Auswärtsspiele bestritten.
In den Finalspielen um die Bezirksmeisterschaft standen sich die BSG Motor Wolgast als Sieger der Ost-Staffel und der Bezirksliganeuling die Zweitvertretung der ASG Vorwärts Rostock-Gehlsdorf als Sieger der West-Staffel gegenüber. Nach einem 0:0 im Heimspiel, sicherte sich Rostock-Gehlsdorf durch einen 1:0-Auswärtssieg gleich den Bezirksmeistertitel und stieg in die übergeordnete II. DDR-Liga auf. Vizemeister Wolgast nahm durch die Aufstockung der DDR-Liga an einer zusätzlichen Qualifikationsrunde zur II. DDR-Liga teil, in der die Mannschaft in der Staffel A den zweiten Rang belegte und den Aufstieg verpasste.
In eine der untergeordneten Bezirksklassestaffeln stiegen aus der Staffel Ost der Vorjahresaufsteiger ASG Vorwärts Zingst und nach achtjähriger Zugehörigkeit die SG Dynamo Schönberg aus der Staffel West ab. Im Gegenzug stiegen zur Folgesaison die vier Sieger der Bezirksklassestaffeln die BSG Traktor Lassan (Staffel 1), die BSG Einheit Binz (Staffel 2), die BSG Einheit Tessin (Staffel 3) und die BSG Empor Kühlungsborn (Staffel 4) alle als Bezirksliganeulinge auf. Aus der II. DDR-Liga kam die BSG Motor Rostock hinzu.

## Staffel Ost

### Abschlusstabelle
| Pl. | Mannschaft                          | Sp. | S  | U  | N  | Tore    | Diff. | Punkte |
| --- | ----------------------------------- | --- | -- | -- | -- | ------- | ----- | ------ |
| 1.  | BSG Motor Wolgast                   | 30  | 25 | 2  | 3  | 079:250 | +54   | 52:80  |
| 2.  | BSG Empor Saßnitz                   | 30  | 22 | 3  | 5  | 103:410 | +62   | 47:13  |
| 3.  | BSG Einheit Greifswald II           | 30  | 19 | 1  | 10 | 071:460 | +25   | 39:21  |
| 4.  | BSG Lokomotive Greifswald           | 30  | 17 | 3  | 10 | 076:490 | +27   | 37:23  |
| 5.  | BSG Lokomotive Bergen               | 30  | 16 | 4  | 10 | 087:520 | +35   | 36:24  |
| 6.  | BSG Motor Stralsund II (N)          | 30  | 11 | 10 | 9  | 048:470 | +1    | 32:28  |
| 7.  | BSG Lokomotive Züssow (N)           | 30  | 12 | 3  | 15 | 050:770 | −27   | 27:33  |
| 8.  | HSG Wissenschaft Greifswald (N)     | 30  | 9  | 4  | 17 | 059:590 | ±0    | 22:38  |
| 9.  | ASG Vorwärts Greifswald/Ladebow (N) | 30  | 7  | 4  | 19 | 040:780 | −38   | 18:42  |
| 10. | BSG Traktor Franzburg (N)           | 30  | 4  | 5  | 21 | 039:940 | −55   | 13:47  |
| 11. | ASG Vorwärts Zingst (N)             | 30  | 3  | 1  | 26 | 046:130 | −84   | 07:53  |

| (N) Aufsteiger aus der Bezirksklasse 1960 |

Namensänderung vor der Saison
- BSG Einheit Bergen → BSG Lokomotive Bergen

### Kreuztabelle
Die Kreuztabelle stellt die Ergebnisse aller Spiele dieser Saison dar. Die Heimmannschaft ist in der linken Spalte aufgelistet und die Gastmannschaft in der obersten Reihe.
| Bezirksliga Rostock Staffel Ost 5. März 1961 – 20. Mai 1962 | Bezirksliga Rostock Staffel Ost 5. März 1961 – 20. Mai 1962 | BSG Motor Wolgast | BSG Empor Saßnitz | BSG Einheit Greifswald II | HGW      | BGN     | BSG Motor Stralsund II | ZÜS     | HSG Wissenschaft Greifswald | G/L     | BSG Traktor Franzburg | ZIN     |
| ----------------------------------------------------------- | ----------------------------------------------------------- | ----------------- | ----------------- | ------------------------- | -------- | ------- | ---------------------- | ------- | --------------------------- | ------- | --------------------- | ------- |
| 01.                                                         | BSG Motor Wolgast                                           |                   | 2:1 2:0           | 1:1 0                     | 3:1 0    | 4:1 2:0 | 1:1 1:0                | 5:1 8:0 | 4:1 0                       | 5:0 0   | 6:1 0                 | 3:1 (1) |
| 02.                                                         | BSG Empor Saßnitz                                           | 2:2 0             |                   | 3:0                       | 5:1 0    | 5:4 0   | 4:3 1:0                | 8:2 6:0 | 3:1 4:1                     | 4:1 0   | 7:1 0                 | 6:2 8:1 |
| 03.                                                         | BSG Einheit Greifswald II                                   | 1:3 0:1           | 3:1 0             |                           | 4:0 1:2  | 4:1 0   | 4:4 0                  | 3:1 0   | 4:2 0                       | 4:1 6:0 | 4:1 6:2               | 4:1 3:2 |
| 04.                                                         | BSG Lokomotive Greifswald                                   | 1:0               | 1:3 1:4           | 0:1 0                     |          | 2:1 2:4 | 1:0 1:2                | 3:1 0   | 2:0 2:2                     | 9:2 0   | 4:0 0                 | 3:2 0   |
| 05.                                                         | BSG Lokomotive Bergen                                       | 4:2 0             | 3:2 1:1           | 2:4 3:0                   | 0:5 0    |         | 0:0 4:1                | 3:0 4:0 | 7:0 0                       | 3:0 0   | 7:0 0                 | 9:2 4:0 |
| 06.                                                         | BSG Motor Stralsund II                                      | 1:4 0             | 2:4 0             | 1:0 3:1                   | 4:1 0    | 2:2 0   |                        | 3:3 2:0 | 0:0 1:0                     | 1:1 2:1 | 2:1 1:1               | 4:2 0   |
| 07.                                                         | BSG Lokomotive Züssow                                       | 2:3 0             | 1:1 0             | 2:3 2:0                   | 3:3 0:3  | 4:1 0   | 3:1 0                  |         | 3:1 0:6                     | 1:0 0:2 | 2:0 2:1               | 4:1 0   |
| 08.                                                         | HSG Wissenschaft Greifswald                                 | (2) 1:6           | 1:0 0             | (3) 0:3                   | (4) 0    | 2:1 2:2 | (5) 0                  | (6) 0   |                             | 3:3 0:3 | 6:2 3:1               | 5:1 0   |
| 09.                                                         | ASG Vorwärts Greifswald/Ladebow                             | 1:5 (7)           | 0:2 2:3           | 0:1 0                     | 1:2 2:1  | 0:3 3:1 | 0:0 0                  | 2:3 0   | 2:4 0                       |         | 3:0 0                 | 2:5 5:2 |
| 10.                                                         | BSG Traktor Franzburg                                       | 0:1 1:2           | 0:1 0:7           | 2:3 0                     | 2:5 0:0  | 2:5 0:5 | 1:1 0                  | 4:3 0   | 2:0 0                       | 1:1 6:0 |                       | 3:2 0   |
| 11.                                                         | ASG Vorwärts Zingst                                         | 1:2 0             | 3:4 0             | 1:3 0                     | 2:4 0:15 | 1:2 0   | 4:3 1:3                | 0:3 0:4 | 2:10 1:8                    | 1:2 0   | 2:2 3:2               |         |

## Staffel West

### Abschlusstabelle
| Pl. | Mannschaft                            | Sp. | S  | U  | N  | Tore    | Diff. | Punkte |
| --- | ------------------------------------- | --- | -- | -- | -- | ------- | ----- | ------ |
| 1.  | ASG Vorwärts Rostock-Gehlsdorf II (N) | 27  | 17 | 5  | 5  | 063:310 | +32   | 39:15  |
| 2.  | BSG Einheit Grevesmühlen (N)          | 27  | 14 | 8  | 5  | 042:320 | +10   | 36:18  |
| 3.  | BSG Einheit Rostock                   | 27  | 12 | 5  | 10 | 044:390 | +5    | 29:25  |
| 4.  | TSG Wismar II                         | 27  | 13 | 2  | 12 | 054:460 | +8    | 28:26  |
| 5.  | BSG Traktor Ravensberg (N)            | 27  | 9  | 9  | 9  | 048:500 | −2    | 27:27  |
| 6.  | BSG Aufbau Ribnitz (N)                | 27  | 6  | 12 | 9  | 027:320 | −5    | 24:30  |
| 7.  | HSG Wissenschaft Rostock (N)          | 27  | 8  | 8  | 11 | 033:480 | −15   | 24:30  |
| 8.  | BSG Traktor Dorf Mecklenburg (N)      | 27  | 8  | 6  | 13 | 042:450 | −3    | 22:32  |
| 9.  | BSG Motor Nordwest Rostock            | 27  | 7  | 7  | 13 | 029:440 | −15   | 21:33  |
| 10. | BSG Motor Warnowwerft Warnemünde II   | 27  | 8  | 4  | 15 | 040:550 | −15   | 20:34  |
| 11. | SG Dynamo Schönberg (8)               | 0   | 0  | 0  | 0  | 000:000 | ±0    | 0:0    |

| (N) Aufsteiger aus der Bezirksklasse 1960 |

Namensänderung vor und während der Saison
- am 3. Februar 1961 fusionierte die BSG Motor Wismar und die BSG Aufbau Wismar → TSG Wismar
- BSG Traktor Neubukow → BSG Traktor Ravensberg
- Mitte März 1962 wurde die Sektion Fußball aus dem ASK Vorwärts Rostock ausgegliedert und in die eigenständige Armeesportgemeinschaft (ASG) Vorwärts Rostock-Gehlsdorf umgewandelt.

### Kreuztabelle
Die Kreuztabelle stellt die Ergebnisse aller Spiele dieser Saison dar. Die Heimmannschaft ist in der linken Spalte aufgelistet und die Gastmannschaft in der obersten Reihe.
| Bezirksliga Rostock Staffel West 5. März 1961 – 13. Mai 1962 | Bezirksliga Rostock Staffel West 5. März 1961 – 13. Mai 1962 | ASG Vorwärts Rostock-Gehlsdorf II | BSG Einheit Grevesmühlen | BSG Einheit Rostock | TSG Wismar II | RAV     | BSG Aufbau Ribnitz | HSG Wissenschaft Rostock | DM      | BSG Motor Nordwest Rostock | BSG Motor Warnowwerft Warnemünde II | SG Dynamo Schönberg |
| ------------------------------------------------------------ | ------------------------------------------------------------ | --------------------------------- | ------------------------ | ------------------- | ------------- | ------- | ------------------ | ------------------------ | ------- | -------------------------- | ----------------------------------- | ------------------- |
| 01.                                                          | ASG Vorwärts Rostock-Gehlsdorf II                            |                                   | 3:2 0:2                  | 2:1 1:0             | 2:0 0         | 5:0 4:1 | 1:1 0              | 2:1 4:0                  | 3:2 0   | 3:0 0                      | 3:2 3:1                             | -:- 0               |
| 02.                                                          | BSG Einheit Grevesmühlen                                     | 4:3 0                             |                          | 2:0 0               | 2:1 2:2       | 1:2 0   | 2:2 2:1            | 1:1                      | 1:0 1:1 | 2:1 3:2                    | 2:1 0                               | -:- 0               |
| 03.                                                          | BSG Einheit Rostock                                          | 1:3 0                             | 2:2 1:0                  |                     | 4:3 3:2       | 1:0 0   | 0:0 2:0            | 1:0 0                    | 2:1 0   | 1:0 1:1                    | 4:0 0                               | 5:0 -:-             |
| 04.                                                          | TSG Wismar II                                                | 4:1 1:2                           | (9) 0                    | 1:0 0               |               | 6:2 0:3 | (10) 0             | 3:1 0                    | 0:4 6:2 | 3:1 0                      | 2:1 4:1                             | -:-                 |
| 05.                                                          | BSG Traktor Ravensberg                                       | 2:1 0                             | 0:0                      | 1:0 1:3             | 3:2 0         |         | 1:2 0:0            | 5:1 0                    | 2:1 0   | 2:4 0:0                    | 4:1 0                               | -:-                 |
| 06.                                                          | BSG Aufbau Ribnitz                                           | 0:0                               | 0:2 0                    | 4:3 0               | 2:2 2:3       | 2:2 0   |                    | 2:1 0                    | 1:0 1:3 | 3:2 0                      | 1:1 0:1                             | -:-                 |
| 07.                                                          | HSG Wissenschaft Rostock                                     | 1:1 0                             | 2:0 0                    | 1:1 2:2             | 2:1 1:4       | 2:1 2:3 | 0:0 2:0            |                          | 2:1 0   | 0:0 0                      | 0:4 3:2                             | -:- 0               |
| 08.                                                          | BSG Traktor Dorf Mecklenburg                                 | 1:4 1:1                           | 1:2 0                    | 1:2 1:3             | 4:1 0         | 3:3 1:1 | 0:2 0              | 1:1 4:1                  |         | 2:0 0                      | 2:1                                 | -:- 0               |
| 09.                                                          | BSG Motor Nordwest Rostock                                   | 3:1 0:5                           | 1:4 0                    | 3:1 0               | 0:2 0:1       | 1:1 0   | 0:0 2:1            | 4:3 0:1                  | 1:0 1:1 |                            | 0:0 0                               | -:- 0               |
| 10.                                                          | BSG Motor Warnowwerft Warnemünde II                          | 0:5 0                             | 0:1 4:1                  | 2:1 5:4             | 1:0 0         | 6:3 1:1 | 0:0 0              | 0:1 0                    | 1:2 0   | 3:1 0:1                    |                                     | 6:0 -:-             |
| 11.                                                          | SG Dynamo Schönberg                                          | -:-                               | -:-                      | -:- 0               | -:- 0         | 1:2 0   | -:- 0              | 3:1 -:-                  | 0:1 -:- | -:-                        | -:- 0                               |                     |

## Endspiele um die Bezirksmeisterschaft
Die beiden Staffelsieger ermittelten in Hin- und Rückspiel den Bezirksmeister.
| Datum                   | Staffelsieger West                | Gesamt | Staffelsieger Ost | Hinspiel | Rückspiel |
| ----------------------- | --------------------------------- | ------ | ----------------- | -------- | --------- |
| So 27. Mai / So 3. Juni | ASG Vorwärts Rostock-Gehlsdorf II | 1:0    | BSG Motor Wolgast | 0:0      | 1:0       |